# Чёрное озеро (Брестский район)
Чёрное озеро (бел. Чорнае возера) — озеро в Брестском районе Брестской области Белоруссии. Входит в состав Брестской группы озёр.

## Общие сведения
Площадь озера 0,084 км². Длина реки — 0,4 км. Наибольшая ширина — 0,3 км. Длина береговой линии — 1,1 км. Площадь водосбора — 0,83 км². Объём воды — 0,35 млн м³. Наибольшая глубина — 7,5 м.

## География и гидрография
Находится в 30 км к югу от Бреста и в 2,5 км от деревни Дубица.
Находится в бассейне Середовой Речки. Соединено каналом с Белым озером.

## Описание
Берега низкие, заболоченные, поросшие лесом. Возле южного берега сплавина шириной до 6 м. Дно сапропелистое. Зарастает слабо.